# Tanglefoot Peak
Der Tanglefoot Peak (englisch für Fußfallenspitze) ist ein etwa 650 m hoher Berg an der Loubet-Küste des Grahamlands im Norden der Antarktischen Halbinsel. Auf der Arrowsmith-Halbinsel ragt er am nördlichen Ende der Haslam Heights auf.
Die erste Sichtung des Bergs geht wahrscheinlich auf Teilnehmer der Fünften Französischen Antarktisexpedition (1908–1910) unter der Leitung des Polarforschers Jean-Baptiste Charcot zurück, die dieses Gebiet 1909 grob kartierten. Der Falkland Islands Dependencies Survey nahm 1948 Vermessungen und die Benennung vor. Namensgebend ist ein zerklüfteter Bergrücken, der sich südlich und südöstlich dieses Bergs erstreckt.